# D'Heesterboom
d'Heesterboom, ook De Heesterboom, is een zaagmolen in de Nederlandse stad Leiden. Hij behoort tot de Top 100 van de Rijksdienst voor de Monumentenzorg. De molen staat bij de houthandel Noordman aan de Haagweg op een perceel aan de Oude Rijn/Galgewater. De molen heeft drie zaagramen. Het middelste raam bestaat uit een zaag- en schulpraam.

## Geschiedenis
De molen dateert uit 1804 en is gebouwd ten behoeve van de houtzagerij. De molen heeft tot 1924 op windkracht gezaagd. Tot 1956 werd de zagerij elektrisch aangedreven. Daarna is verval ingetreden totdat een restauratie in 1962 d'Heesterboom weer maalvaardig maakte. 
Van 2002 tot 2005 heeft de molen stilgestaan na een breuk in de krukas, om nauwelijks twee jaar later te moeten worden stilgezet nadat bouwwerkzaamheden in de omgeving de molen deden verzakken. Sinds mei 2008 staat de Heesterboom weer recht. De molen is draaivaardig, maar nieuwbouw in de omgeving heeft de molenbiotoop behoorlijk doen achteruitgaan.
Sinds 1993 is de molen eigendom van Stichting Houtzaagmolen De Heesterboom, daarvoor van de familie Noordman. In de voormalige houtdroogloods naast de molen is tegenwoordig een restaurant gevestigd.

## Constructie
- Het gevlucht is Oud-Hollands met fokwieken. De binnenroede met nummer 10 is gemaakt in 1984 door de firma Straathof en 21,50 m lang. De buitenroede met nummer 566 is gemaakt door de firma Derckx in 1988 en is 21,30 m lang.
- De 5,10 m lange, gietijzeren bovenas is in 1892 gestoken en omkleed met een oude houten bovenas.
- De gesmede, 5,47 m lange, 1350 kg zware krukas heeft drie krukken en is in het najaar van 2004 gemaakt door de Engelse smederij Somers Forge Ltd. in Halesowen. De slag is 46,6 cm.
- De kap wordt gekruid met een kruirad. Het kruiwerk bestaat uit 37 houten rollen in een houten rollenwagen.
- De molen wordt gevangen, geremd, met een scharnierende Vlaamse vang, die op de stelling bediend wordt met een wipstok en op de zaagvloer met een speciale hefboomconstructie, met op de kapzolder om de koningsspil een vangtafelring.

### Overbrengingen
- De overbrengingsverhouding is 1 : 2,2.
- Het bovenwiel heeft 73 kammen en de bovenschijfloop heeft 46 staven. De koningsspil draait hierdoor 1,59 keer sneller dan de bovenas. De steek, de afstand tussen de staven, is 10,8 cm.
- De onderbonkelaar heeft 57 kammen en de krukasschijfloop 41 staven. De krukas draait hierdoor 1,39 keer sneller dan de koningsspil en 2,2 keer sneller dan de bovenas. De steek is 11 cm.

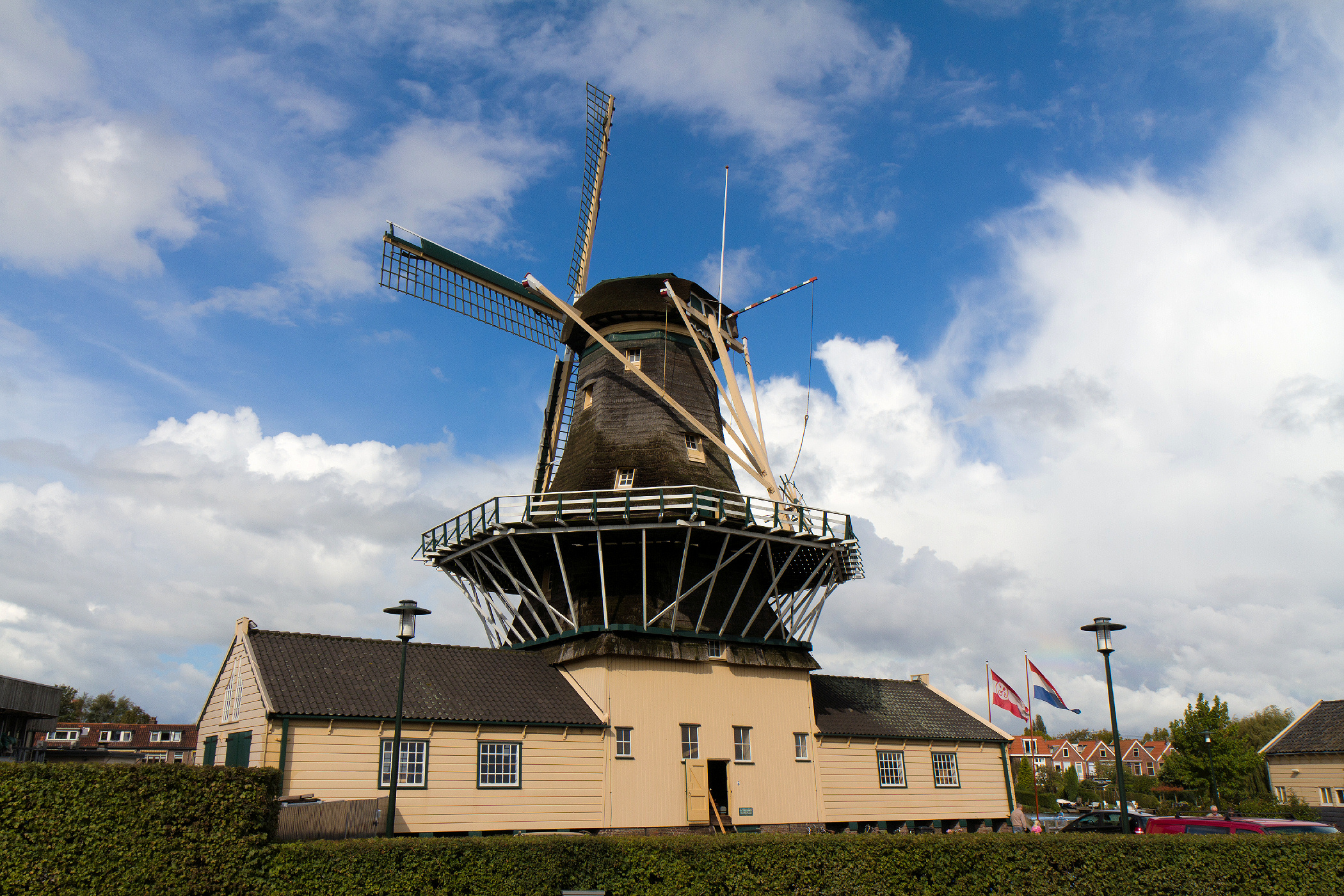
d'Heesterboom
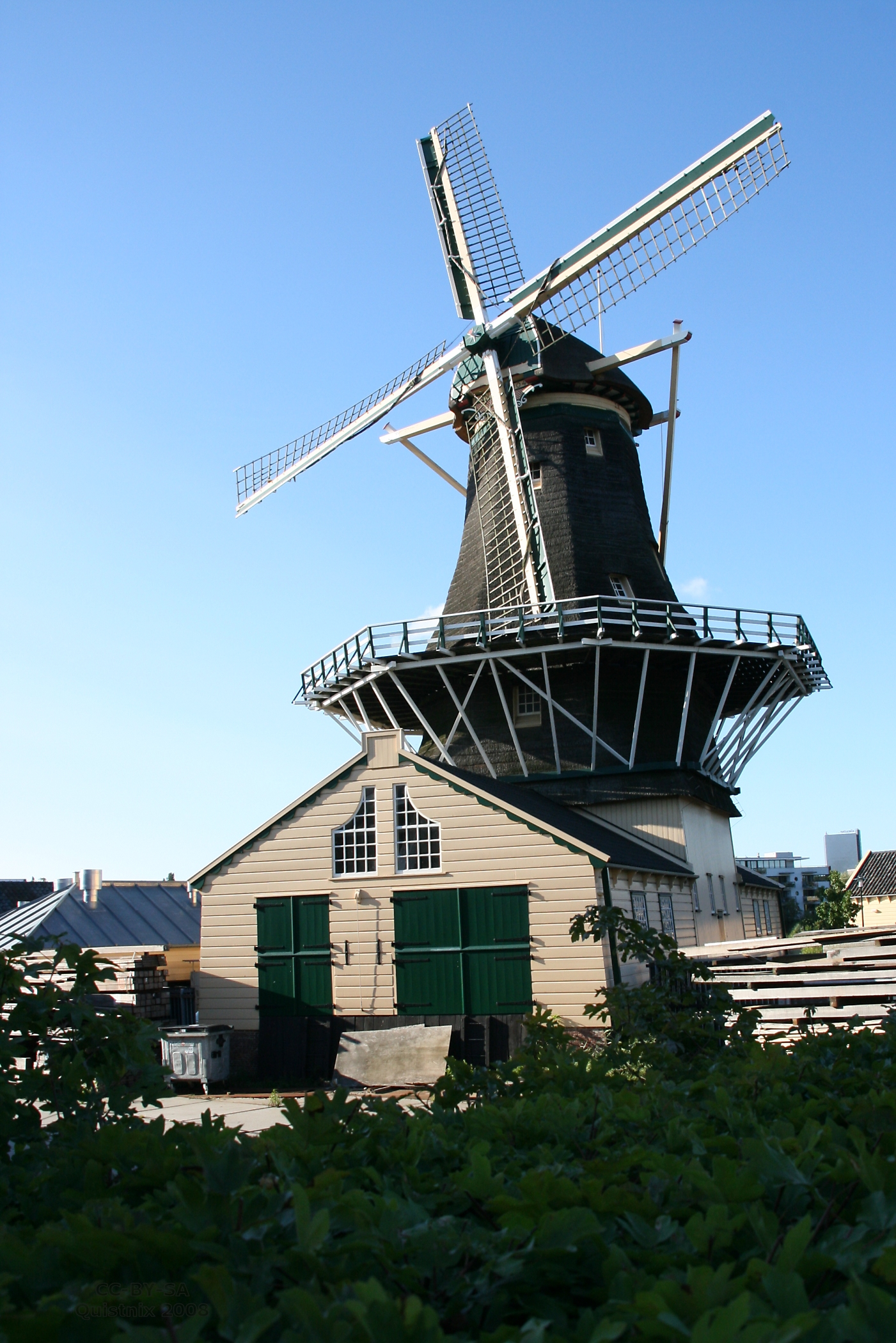
d'Heesterboom
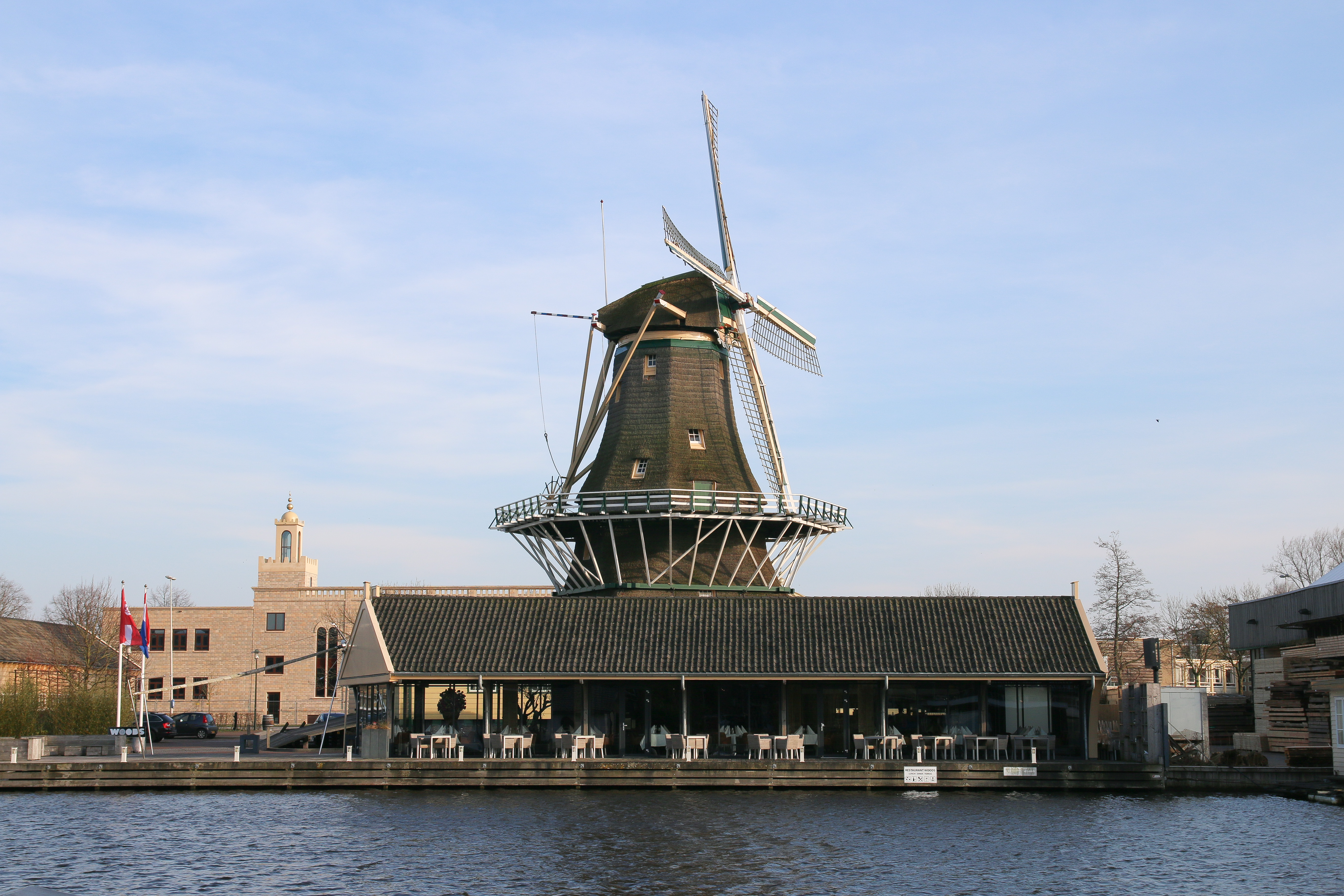
d'Heesterboom aan waterkant (Oude Rijn)
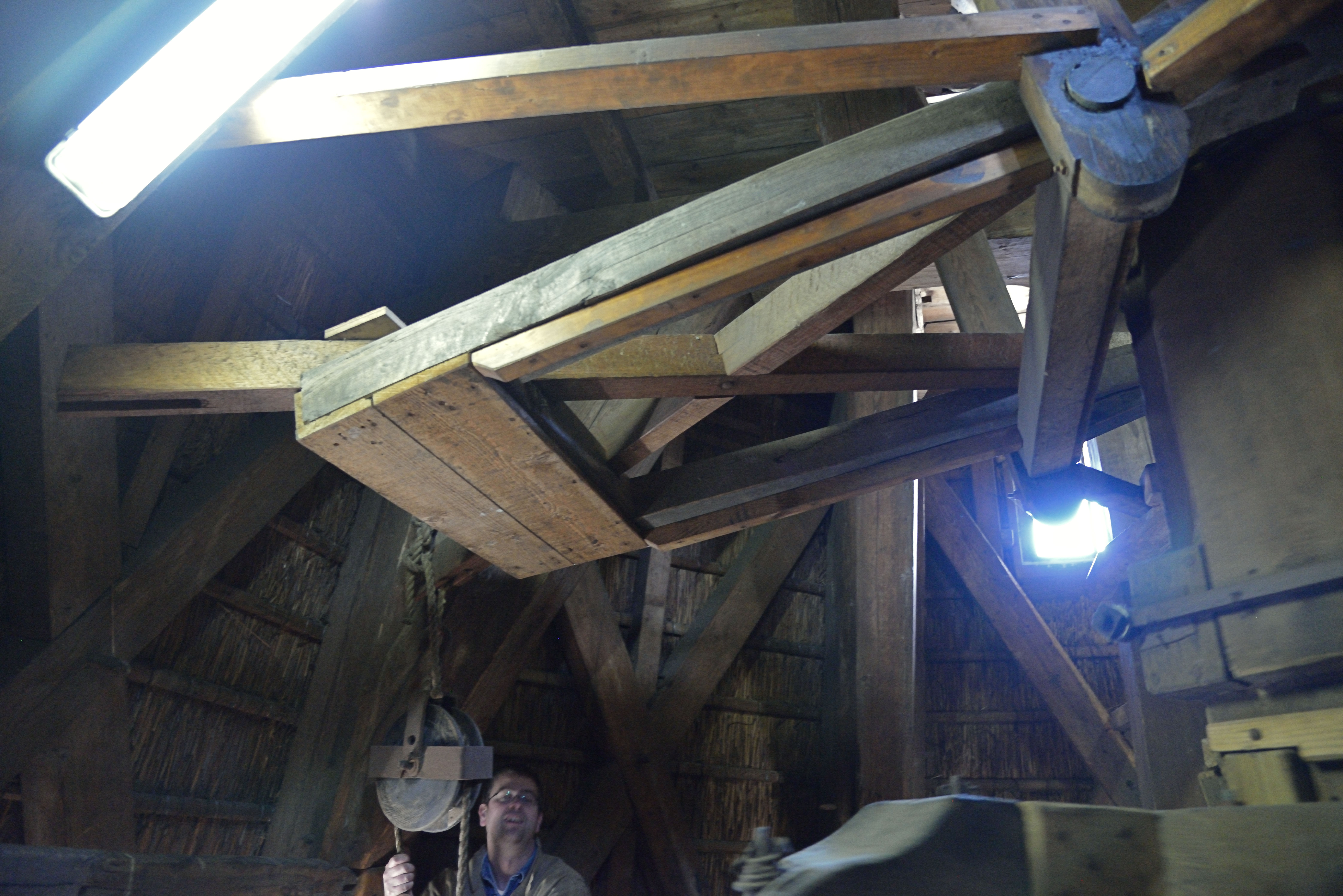
Hefboom binnenvang
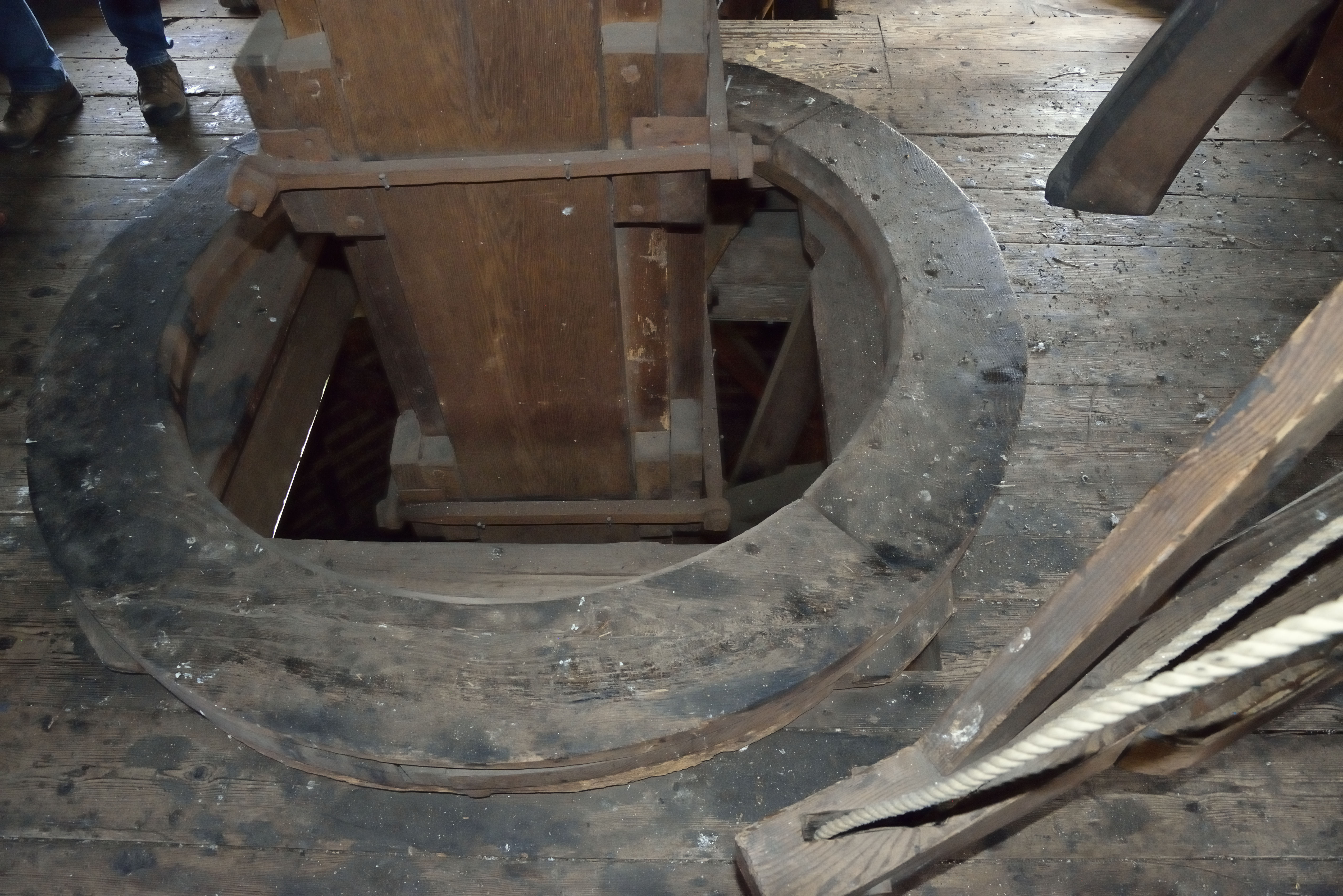
Binnenvangtafelring
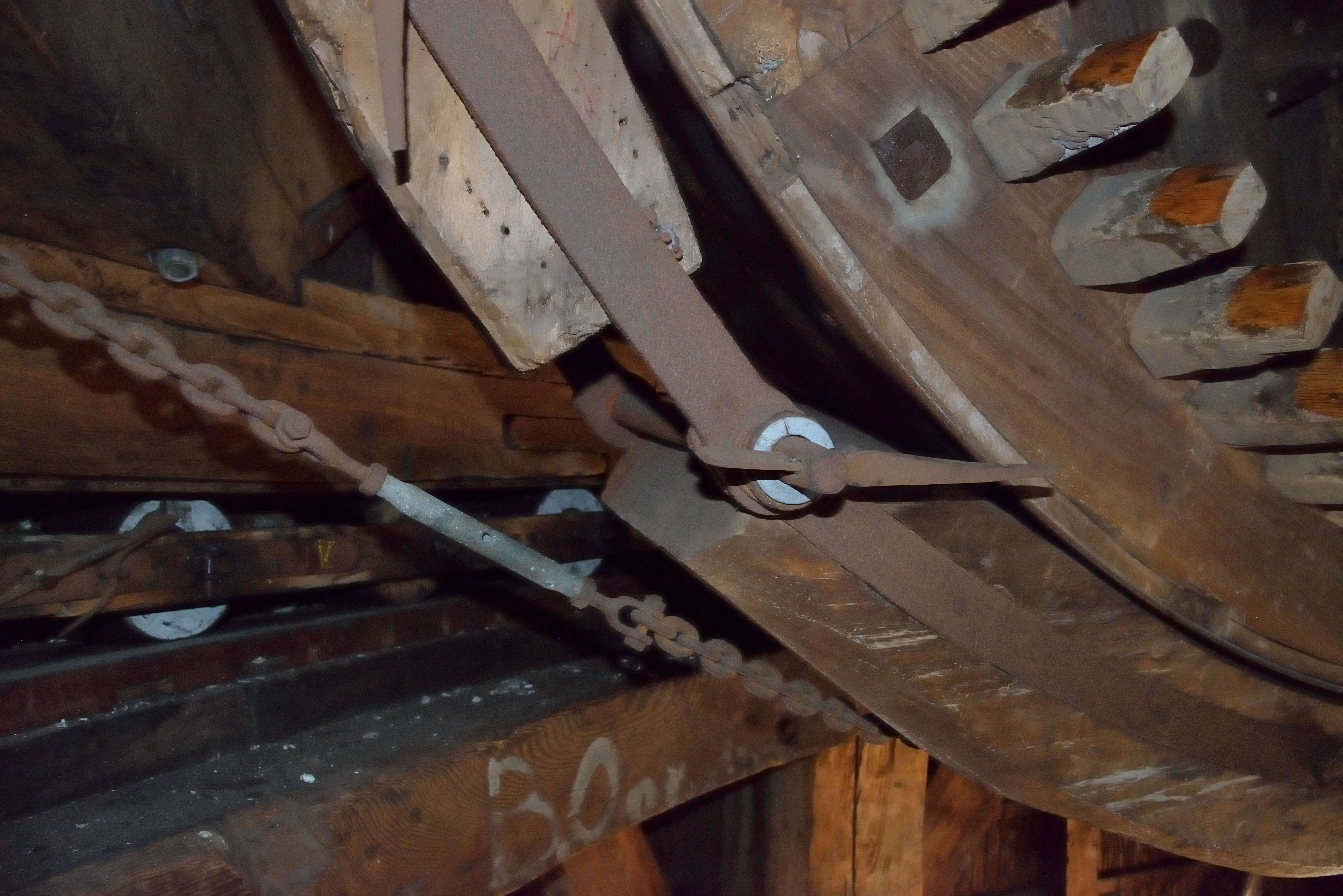
Scharnierende vang
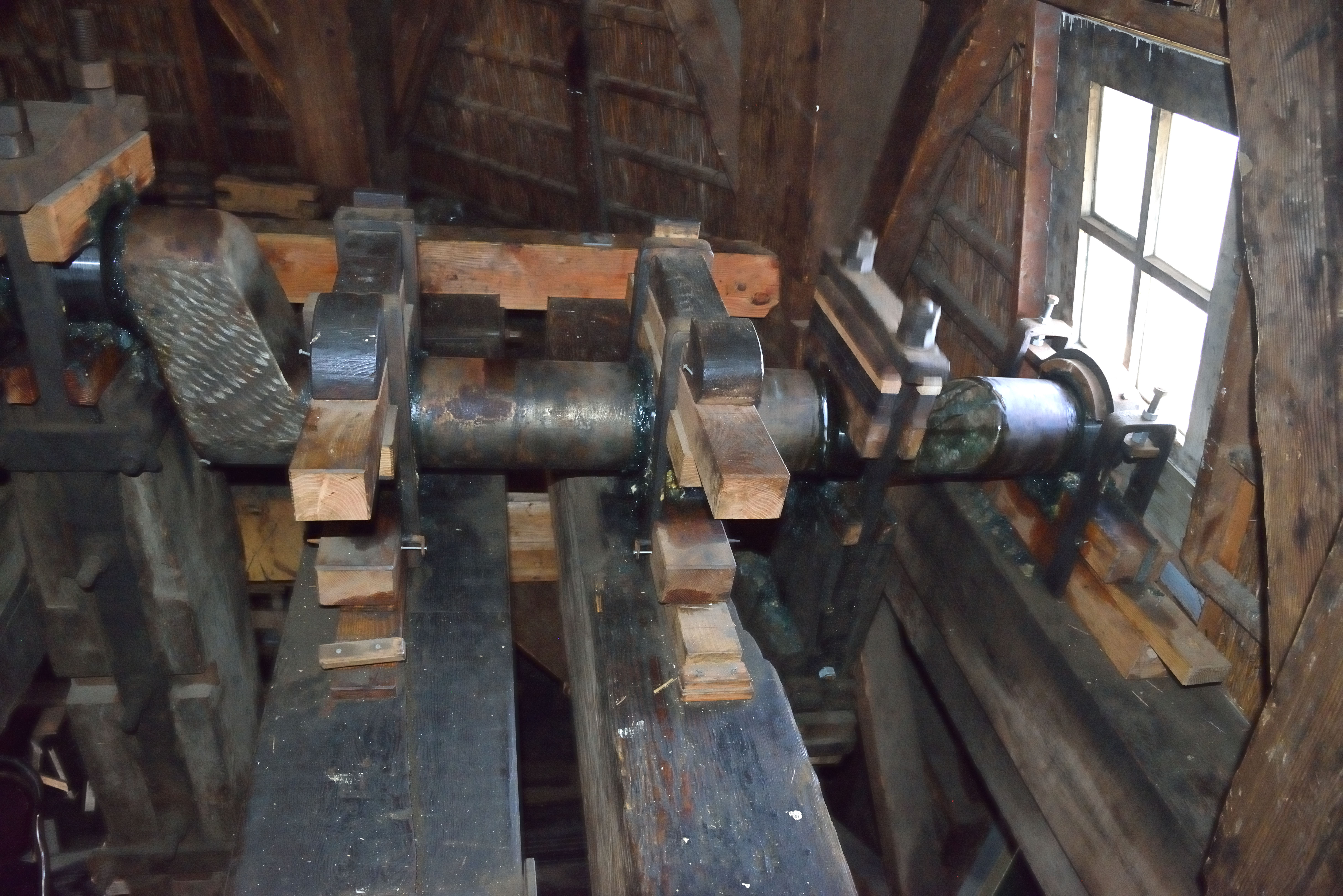
Krukas
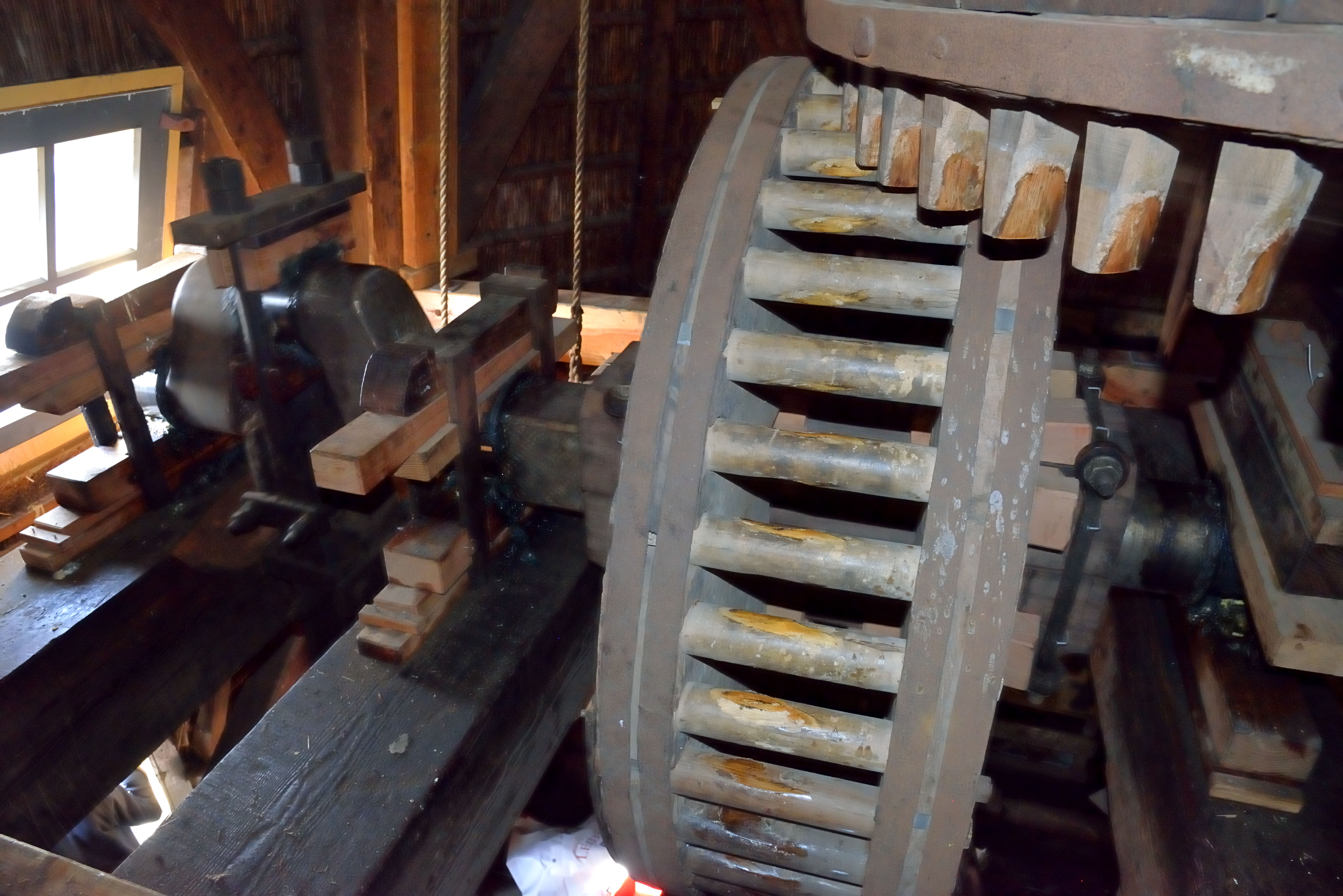
Onderbonkelaar met krukasschijfloop
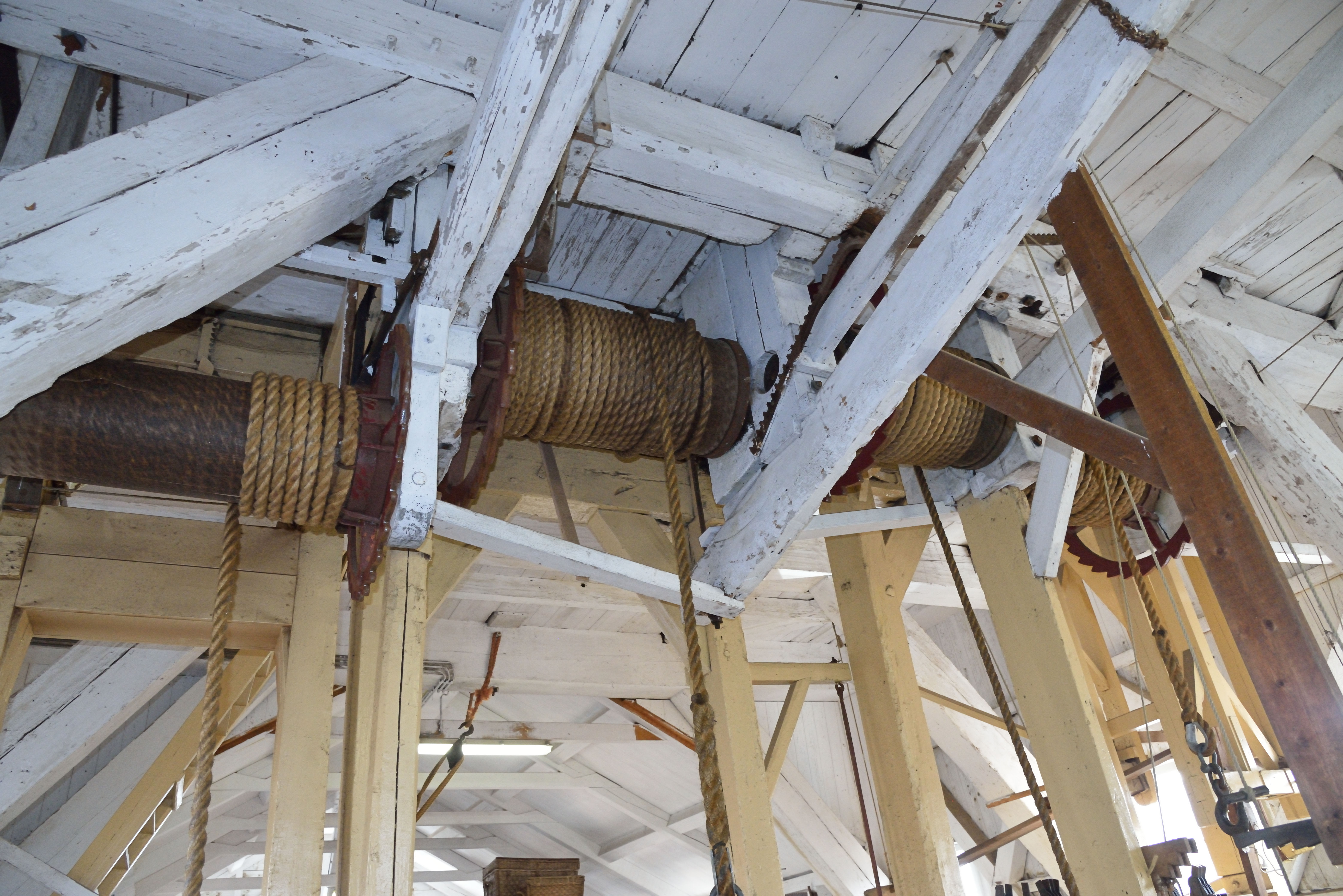
Winderij
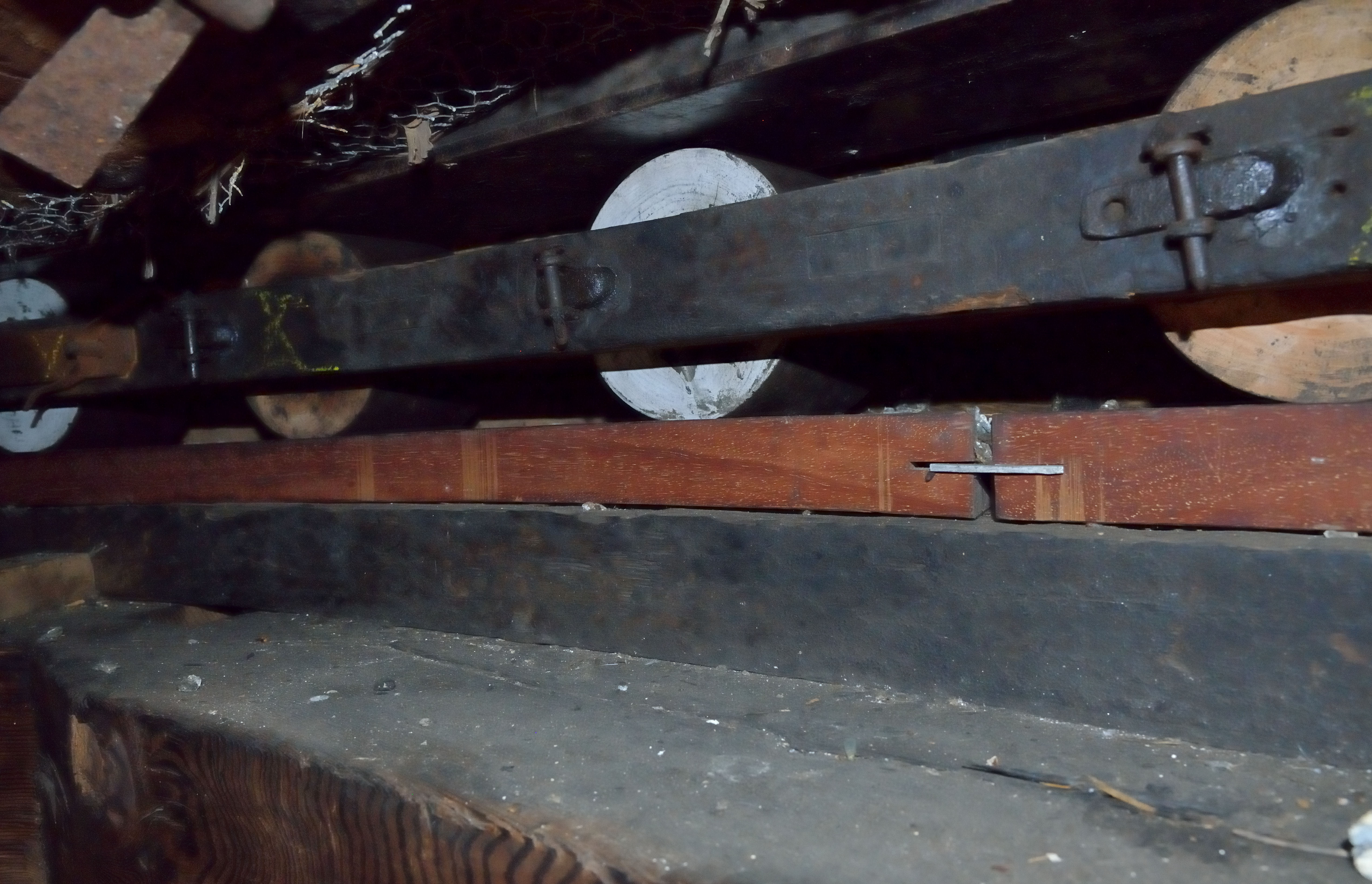
Kruiwerk